# Monistrol de Calders
Monistrol de Calders ist eine Gemeinde, die zur Provinz Barcelona in Katalonien, Spanien, und zum Landkreis Moianès gehört. Der Ort liegt im Südwesten der Hochebene Moianès, in der Nähe des Pla de Bages bei Navarcles, Artés, und dem Gebirge und Naturpark Sant Llorenç del Munt, zu dem die Berge la Mola und el Montcau gehören. Die Pfarrgemeinde gehört zum Erzpriestertum Moianès und zum (Bistum Vic). Der Gerichtsstand und die Finanzverwaltung des Ortes befinden sich in Manresa.
Es handelt sich um eine relativ junge Gemeinde, die erst 1934 entstand. Dennoch geht der Wunsch auf die Unabhängigkeit von Calders bereits auf das 17. Jh. zurück, und zwischen 1812 und 1835 gab es eine kurze Zeit der Selbständigkeit. Der Ursprung der Gemeinde Monistrol de Calders war die Pfarrgemeinde Sant Feliu de Monistrol, eine der vier Pfarrgemeinden, die zur Baronie Calders gehörten. Die anderen waren Sant Vicenç de Calders, Sant Pere de Viladecavalls und Sant Andreu de Calders. Die beiden letzten verloren an Bedeutung und auch die Einwohnerzahl ging zurück, während Sant Feliu de Monistrol wuchs und mehr Einwohner als Sant Vicenç de Calders verzeichnete. Dies war einer der Gründe für die Abspaltung von Calders im Jahr 1934.

## Geographische Angaben
Die Gemeinde liegt in einer felsigen Berglandschaft, geprägt von hohen Felsen und trockenen Flussbetten, die sich bei starkem Regen mit Wasser füllen.
Die vorherrschende Vegetation sind verschiedene Kiefernarten des Mittelmeerraums, Steineichen und Buschwerk. Es gibt zahlreiche Quellen im Gemeindegebiet, einst verzeichnete man über dreißig. Im Ort münden die Flussbetten Golarda oder de Marfà und der Torrent de l'Om in das von Sant Joan, so dass im Norden des Dorfes der Fluss Calders entsteht.
Durch die Erosion entstand eine einzigartige Landschaft mit großen Felsüberständen, tiefen Schluchten und seltsam geformten, riesigen Felsen. Ebenso gibt es einen Dolmen, den Pla de Trullas, der im Jahr 2005 restauriert wurde. Von dort hat man eine wundervolle Aussicht über das Felsmassiv von Sant Llorenç del Munt.
Eine besonders malerische Schlucht ist Gorgs Blaus, die ihren Namen den bläulichen Felsen verdankt.